# Serie Mundial de 1911
La Serie Mundial de 1911 fue disputada entre New York Giants y Philadelphia Athletics.
El equipo de Filadelfia resultó ganador al vencer en la serie por 4 partidos a 2.

## Desarrollo

### Juego 1
| Equipo       | 1 | 2 | 3 | 4 | 5 | 6 | 7 | 8 | 9 | C | H | E |
| ------------ | - | - | - | - | - | - | - | - | - | - | - | - |
| Philadelphia | 0 | 1 | 0 | 0 | 0 | 0 | 0 | 0 | 0 | 1 | 6 | 2 |
| New York     | 0 | 0 | 0 | 1 | 0 | 0 | 1 | 0 | X | 2 | 5 | 0 |

LG: Christy Mathewson (1–0)  LP: Chief Bender (0–1)  

### Juego 2
| Equipo       | 1 | 2 | 3 | 4 | 5 | 6 | 7 | 8 | 9 | C | H | E |
| ------------ | - | - | - | - | - | - | - | - | - | - | - | - |
| New York     | 0 | 1 | 0 | 0 | 0 | 0 | 0 | 0 | 0 | 1 | 5 | 3 |
| Philadelphia | 1 | 0 | 0 | 0 | 0 | 2 | 0 | 0 | X | 3 | 4 | 0 |

LG: Eddie Plank (1–0)  LP: Rube Marquard (0–1)  
HRs:  PHA – Home Run Baker (1)

### Juego 3
| Equipo       | 1 | 2 | 3 | 4 | 5 | 6 | 7 | 8 | 9 | 10 | 11 | C | H | E |
| ------------ | - | - | - | - | - | - | - | - | - | -- | -- | - | - | - |
| Philadelphia | 0 | 0 | 0 | 0 | 0 | 0 | 0 | 0 | 1 | 0  | 2  | 3 | 9 | 1 |
| New York     | 0 | 0 | 1 | 0 | 0 | 0 | 0 | 0 | 0 | 0  | 1  | 2 | 3 | 5 |

LG: Jack Coombs (1–0)  LP: Christy Mathewson (1–1)  
HRs:  PHA – Home Run Baker (2)

### Juego 4
| Equipo       | 1 | 2 | 3 | 4 | 5 | 6 | 7 | 8 | 9 | C | H  | E |
| ------------ | - | - | - | - | - | - | - | - | - | - | -- | - |
| New York     | 2 | 0 | 0 | 0 | 0 | 0 | 0 | 0 | 0 | 2 | 7  | 3 |
| Philadelphia | 0 | 0 | 0 | 3 | 1 | 0 | 0 | 0 | X | 4 | 11 | 1 |

LG: Chief Bender (1–1)  LP: Christy Mathewson (1–2)  

### Juego 5
| Equipo       | 1 | 2 | 3 | 4 | 5 | 6 | 7 | 8 | 9 | 10 | C | H | E |
| ------------ | - | - | - | - | - | - | - | - | - | -- | - | - | - |
| Philadelphia | 0 | 0 | 3 | 0 | 0 | 0 | 0 | 0 | 0 | 0  | 3 | 7 | 1 |
| New York     | 0 | 0 | 0 | 0 | 0 | 0 | 1 | 0 | 2 | 1  | 4 | 9 | 2 |

LG: Doc Crandall (1–0)  LP: Eddie Plank (1–1)  
HRs:  PHA – Rube Oldring (1)

### Juego 6
| Equipo       | 1 | 2 | 3 | 4 | 5 | 6 | 7 | 8 | 9 | C  | H  | E |
| ------------ | - | - | - | - | - | - | - | - | - | -- | -- | - |
| New York     | 1 | 0 | 0 | 0 | 0 | 0 | 0 | 0 | 1 | 2  | 4  | 3 |
| Philadelphia | 0 | 0 | 1 | 4 | 0 | 1 | 7 | 0 | X | 13 | 13 | 5 |

LG: Chief Bender (2–1)  LP: Red Ames (0–1)  

|                                                                |
| Campeón de las Grandes Ligas Philadelphia Athletics 2.º título |